# Ново Чикатово
Ново Чикатово (алб. Çikatovë e Re) је насеље у општини Глоговац, Косово и Метохија, Република Србија.

## Становништво
| Демографија | Демографија | Демографија |
| Година      | Становника  | Становника  |
| ----------- | ----------- | ----------- |
| 1948.       | 223         |             |
| 1953.       | 243         |             |
| 1961.       | 360         |             |
| 1971.       | 525         |             |
| 1981.       | 828         |             |
| 1991.       | 1.431       |             |